# Mokau Falls
Die Mokau Falls sind ein Wasserfall auf der Nordinsel Neuseelands. Er liegt unweit des Nordufers des Lake Waikaremoana am New Zealand State Highway 38 zwischen Rotorua und Wairoa im Gebiet des Te Urewera in der Region Hawke’s Bay. Seine Fallhöhe beträgt 37 Meter.